# Grön njurlav
Grön njurlav (Nephroma expallidum) är en lavart som först beskrevs av William Nylander och fick sitt nu gällande namn av William Nylander. 
Grön njurlav ingår i släktet Nephroma och familjen Nephromataceae. Arten är reproducerande i Sverige.